# Pachychelifer caucasicus
Pachychelifer caucasicus är en spindeldjursart som beskrevs av Beier 1962. Pachychelifer caucasicus ingår i släktet Pachychelifer och familjen tvåögonklokrypare. Inga underarter finns listade i Catalogue of Life.